# A Bigger Tomorrow
A Bigger Tomorrow è un album discografico del pianista hammondista italiano Paolo "Apollo" Negri, pubblicato nel 2007 dalla Hammondbeat Records.

## Il disco
È l'album di debutto di Paolo Negri già hammondista di gruppi come Link Quartet e Wicked Minds.
Alla realizzazione di questo disco partecipano artisti con cui Paolo aveva già collaborato in passato tra cui spiccano i nomi di Antonio Bacciocchi e Ray Daytona.

## Tracce
CD1:
1. Applecore (4:30)
2. Big City (4:50)
3. Can't Get Satisfied (4:04)
4. Let The Sun Catch You Sleepin' (5:42)
5. Mr. & Mrs. Thunderbird (3:51)
6. 3 In A Bed (3:28)
7. Closer (3:54)
8. A Slice Of Funk! (4:46)
9. Miss Cherry (4:30)
10. Point Of Intersection (4:19)
11. Under The Rain, Waiting For You (5:45)
12. Orange Peel (5:35)
13. Old Grand Dad (5:02)
14. Song For My Father (6:10)
15. Filtersweeping, Mommy Is Weeping (8:37)

CD2:
1. In The Haze (4:25)
2. Talking With Myself (3:27)
3. Orange Peel (Alternate Extended Version) (6:29)
4. Hope So! (3:50)
5. Closer (Instrumental Version) (4:01)
6. 3 in a Bed (The Link Quartet Version) (3:13)
7. Filtersweeping, Mommy is Weeping (Moogified Version) (5:07)
8. Preacher in the Well (3:57)
9. Hidden Behind a Cigarette (3:27)
10. A Slice Of Funk! (Gianluca Pighi Remix) (3:17)
11. Can't Get Satisfied (Applecore Promo Version) (2:25)
12. Under The Rain, Waiting For You (Applecore Promo Version) (5:11)
13. Orange Peel (Applecore Promo Version) (3:40)
14. Song For My Father (Applecore Promo Version) (5:06)
15. Miss Cherry (Applecore Promo Version) (2:54)

## Musicisti
- Paolo Negri - Organo Hammond, Pianoforte elettrico, Organo, Sintetizzatore
- Massimo Paparella - Organo Hammond
- Guillaume Methenier - Organo Hammond, Clavinet
- Nicola Bernardoni - batterista
- Vittorio Solinas - batterista, percussionista
- Antonio Bacciocchi - batterista, percussionista, Bastone della pioggia
- Julio Palmieri - percussionista, Bastone della pioggia
- Giulio Cardini - chitarrista
- Lucio Calegari - chitarrista
- Davide Gaddia - chitarrista
- Paolo Codognola - chitarrista
- Renzo Bassi - bassista
- Gianluca Pighi - Campionatore
- Kikko Montefiori - sassofonista